# Jean-Baptiste Vuillaume
Jean-Baptiste Vuillaume (Mirecourt, 7 d'octubre de 1798 - París, 19 de març de 1875) va ser un lutier francès, empresari, inventor i guanyador de nombrosos premis. Al seu taller es van construir més de 3.000 instruments.

## Naixement
Vuillaume va néixer a Mirecourt, on el seu pare i el seu avi també eren lutiers.

## Carrera
Vuillaume es va traslladar a París el 1818 per treballar per François Chanot. El 1821, es va incorporar al taller de Simon Lété, gendre de François-Louis Pique, a la rue Pavée St. Sauveur. Es va convertir en el seu soci i el 1825 es van establir a la Rue Croix-des-Petits-Champs amb el nom de "Lété et Vuillaume". Les seves primeres etiquetes estan datades el 1823. El 1827 va guanyar una medalla de plata a l'Exposició Universal de París i, el 1828, va iniciar el seu propi negoci al 46 de la Rue Croix des Petits-Champs.
El seu taller va esdevenir el més important a París i, al cap de vint anys, liderava Europa. Un dels principals factors del seu èxit va ser la compra del 1855 de 144 instruments realitzats pels mestres italians per 80.000 francs, dels hereus de Luigi Tarisio, comerciant italià. Aquests inclouen el Stradivarius El Messies i altres 24 Stradivarius.
El 1858, per evitar els drets de duana de París a les importacions de fusta, es va traslladar a la rue Pierre Demours a Ternes, a prop de París i actualment un barri de la capital. Va estar al cim de l'èxit, després d'haver guanyat diverses medalles d'or en les competicions de les Exposicions Universals de París el 1839, 1844 i 1855; la Medalla del Consell a Londres el 1851 i, aquell mateix any, la Legió d'Honor.
Vuillaume va construir més de 3.000 instruments (gairebé tots numerats) i va ser un bon comerciant, a més d'un inventor dotat, com demostra la seva investigació en col·laboració amb l'expert en acústica Félix Savart. Com a innovador, va desenvolupar nous instruments i mecanismes, entre els quals destaca una gran viola que va anomenar "contralto", i l'octobaix de tres cordes (1849–51), un enorme triple contrabaix de 3,48 metres d'alçada.
També va crear un arc d'acer buit (especialment apreciat per Charles de Bériot, entre d'altres), i l'arc “autoreaccionador”. Per a aquest últim, el pèl comprat en troques preparades podia ser inserit per l'intèrpret en el temps que trigués a canviar una corda i, mitjançant un simple mecanisme a la nou, es podia tensar o destensar. El mecanisme es fixava a l'arc i mantenia les serres en tensió.
També va dissenyar una nou de tall rodó muntada al taló mitjançant una ranura, que va animar a altres constructors a fer-la servir, altres detalls de l'artesania, però, permeten identificar el fabricant real de molts arcs Vuillaume. Els arcs estan timbrats, sovint de manera poc visible, tant com "vuillaume à paris" o com "jb vuillaume".
Altres novetats són la inserció de visors a l'ull de les nous dels seus arcs, una mena de pédale sourdine i diverses màquines, inclosa una per a la fabricació de cordes de budell de gruix perfectament igual.
Molts dels grans arqueters del segle XIX van col·laborar al seu taller. Entre ells destaquen Jean Pierre Marie Persois, Jean Adam, Dominique Peccatte, Nicolas Rémy Maire, François Peccatte, Nicolas Maline, Joseph Henry, Pierre Simon, François Nicolas Voirin, Charles Peccatte, Charles Claude Husson, Joseph Fonclause, Jean Joseph Martin i Prosper Colas, foren els més coneguts.
Vuillaume va ser un fabricant innovador, un restaurador de violins i un comerciant que va recórrer tot Europa a la recerca d'instruments. A causa d'aquest fet, la majoria d'instruments dels grans fabricants de violí italians van passar pel seu taller. Més tard ja va fer els seus propis models i còpies d'aquests.
Es va inspirar en dos constructors de violí per als seus instruments: Antonio Stradivari i el seu "El Messies", i Giuseppe Guarneri del Gesù i el seu " Il Cannone " que pertanyien a Niccolò Paganini; altres com Maggini, Da Salò i Nicola Amati també van ser imitats, però en menor mesura.
Vuillaume va fer nombroses còpies del seu violí favorit "El Messies", entre les quals destaquen aquests:
| Número Instrument           | Data                     | Comentaris |
| --------------------------- | ------------------------ | --- |
| #1952                       | c. 1853                  | "The Blade", ex-Kägi |
| #2236                       | c. 1860                  | |
| #2374                       | c. 1861                  | |
| #2455                       | c. 1863                  | |
| #2455                       | c. 1863                  | |
| #2509                       | c. 1863                  | Va ser venut en subhasta després de la mort de Villaume.                                                                                   |
| #2541                       | c. 1864                  | |
| #2556                       | c. 1864                  | Actualment es troba al Musée d'Art de Ginebra, amb clavilles de boix tallades i un mànec que ell mateix va afegir a l'instrument original. |
| #2594                       | c. 1865                  | |
| Una bona còpia sense número | c. 1868, ex-Jules Garcin | Després de Jules Garcin, va pertànyer a David Laurie, a Wurlitzer, i a William Lewis and Son de Chicago.                                   |
| #2936                       | c. 1873                  | |
| #2952                       | c. 1873                  | |
| #2963                       | c. 1873                  | |

Vuillaume va poder elaborar una rèplica perfecta de "Il Cannone", que en veure-les una al costat de l'altra, Paganini no va poder saber quin era l'original. Va ser capaç de reconèixer l'instrument principal només en sentir diferències subtils de to durant la interpretació.
El violí còpia es va passar a l'únic estudiant de Paganini, Camillo Sivori. Sivori posseïa grans violins de Nicolò Amati, Stradivari i Bergonzi, però el favorit era el de Vuillaume. Aquest instrument ara és interpretat per la solista Hilary Hahn.
Al fer aquestes còpies, Vuillaume sempre es va mantenir fidel a les qualitats essencials dels instruments que imitava: el seu gruix, l'elecció del bosc i la forma. Les úniques diferències, sempre fruit d'una decisió personal, eren el color del vernís, l'alçada de les costelles o la longitud dels instruments.
Els seus violins més bells sovint van rebre el nom de la gent que els posseïa (Caraman de Chimay, Cheremetoff, Doria).
Vuillaume va nomenar ocasionalment els seus instruments: dotze van rebre el nom dels ocells, per exemple el "Faisà d'or", "El trontès" i dotze van rebre el nom dels apòstols com "Sant Josep" i "Sant Pau". Alguns altres també van rebre el nom de personatges bíblics importants com "Els evangelistes" i Millant, al seu llibre sobre Vuillaume, esmenta un "Sant Nicolau".
Un violí rar de Vuillaume (c. 1874, París) presenta els dissenys de flor de lis d'ivori incrustat i és un dels últims instruments que surt del taller de Vuillaume, realitzat un any abans de la seva mort. Fabricat per al famós distribuïdor de violins David Laurie, l'etiqueta diu: "Jean Baptiste Vuillaume a Paris, 3 Rue Demour-Ternes, express pour mon ami David Laurie, 1874", numerat 2976 i signat a l'etiqueta. Es tracta d'una còpia d'un violí de Nicolò Amati pertanyent originàriament al príncep Youssoupoff (aristòcrata rus i deixeble de Henri Vieuxtemps). Només es van fer sis exemplars.
També tenia violins de pràctica, coneguts com a "violins de St. Cécile", fets pel seu germà Nicolas de Mirecourt. Una altra línia menor, també feta per Nicolas, es deia "Estentor".
La seva principal contribució a la construcció de violins va ser la seva feina amb el vernís. El solc dels ribets es tallen sovint en línia recta i no en el biaix com era tradicional, a la part central del passador. La seva marca es va cremar amb una longitud d'1 cm. Generalment hi ha un punt negre a l'articulació de la part superior del pont. Va utilitzar un motlle extern. La llargada normalment és de 193mm. En aquest sentit, segueix la tradició francesa del segle xviii d'una llargada curta (190mm), que tradicionalment era de 195mm a Itàlia i fins a 200mm a Alemanya. El número de sèrie del violí està inscrit al mig dins de l'instrument. La seva data (només les dues darreres figures) al paràgraf superior de la part posterior. Els seus violins del primer període tenen grans arestes i la seva marca va ser cremada a l'interior. El vernís variava de vermell taronja a vermell. Després de 1860, el seu vernís es va tornar més clar.
A més dels fabricants de proa esmentats anteriorment, la majoria de lutiers parisencs del segle xix van treballar al seu taller, inclosos Hippolyte Silvestre, Jean-Joseph Honoré Derazey, Charles Buthod, Charles-Adolphe Maucotel, Télesphore Barbé, Paul Bailly i George Gemünder.
Nestor Audinot, deixeble de Sébastien Vuillaume, el propi nebot de Jean-Baptiste, el va succeir al seu taller el 1875. Vuillaume va morir estant al cim de la seva carrera, àmpliament considerat com el millor lutier de la seva època.

## Preu de rècord mundial
- Londres, 30 d'octubre de 2012 - Sotheby's: 145.250 GBP (231.160 USD) - Còpia de violí "Saint Paul" JB Vuillaume del "Messiah" Stradivari, vers 1870, París.[15]
- Londres, 28 de març de 2013 - Bromptons: 162.000 GBP (251.619 USD) JB Vuillaume, París cap a 1860, després de Stradivarius.[16]
- Londres, 28 d'octubre de 2013 - Tarisio Auctions, Londres: 163.200 GBP (262.275 dòlars americans).[17]
- Londres, 22 d'octubre de 2019 - Subhastes de Tarisio: 350.000 GBP (452.380 USD, 406.291 euros) - 1845 Còpia de violoncel JB Vuillaume de Duport Strad.

## Tipus d'etiquetes
- J.B. Vuillaume No. 4, Chez N.A. Lété rue Pavée-Saint-Sauveur no. 20 á Paris 1823.
- Jean Baptiste Vuillaume á Paris, rue Croix des Petits Champs.
- Jean Baptiste Vuillaume á Paris, 3 rue Demours-Ternes.

La signatura sol anar seguida d'un JBV doblement encerclat (s'uneixen J&B). Ja ben aviat, es va encerclar doblement JBV. Les etiquetes de "Rue Croix Petits Champs" van començar a utilitzar el JBV doblement encerclat (J&B unit), que es va mantenir igual en les etiquetes "3. rue Demours-Ternes". A més, la majoria dels exemplars tenen un nombre associat.

## Premis i medalles
- El 1827, medalla de plata a l'Exposició Industrial Francesa de 1827.
- El 1834, medalla de plata a l' Exposició Industrial Francesa de 1834.
- El 1844, medalla d'or a l' Exposició Industrial Francesa de 1844.
- El 1849, medalla d'or a l'Exposició Industrial Francesa de 1849.
- El 1851, medalla del Consell a l'Exposició Internacional de Londres.
- El 1855, medalla d'or a l'Exposició Internacional de París.

## La família Vuillaume
- Jean Vuillaume - avantpassat de Jean-Baptiste.
- Claude Vuillaume - membre de la família més antic, lutier de llaüts.
- Claude François Vuillaume I (1730-1770).
- Charles François Vuillaume (1755-1779 - sobretot conegut per la seva mà d'obra i pel to sensible dels seus instruments.
- Claude François Vuillaume II (1772-1834) - pare de Jean-Baptiste.
- Charles-Francois Vuillaume II (nascut el 1797) - fill gran de Claude François Vuillaume II.
- Jean-Baptiste Vuillaume (1798-1875).
- Nicolas Vuillaume (1800-1871) - tercer fill de Claude François Vuillaume II. Va fer uns meravellosos instruments de gran qualitat a Mirecourt. Enviaria alguns dels seus instruments a París per ser completats per Jean-Baptiste Vuillaume i venuts a la botiga de París de JB Vuillaume. També va fer una marca d'instruments anomenada ‘Estentor’.
- Nicolas François Vuillaume (1802-1876) - quart fill de Claude François Vuillaume II. El lutier més important de la família Vuillaume només es troba al costat del seu germà Jean-Baptiste. Va establir el seu propi taller, amb una bona reputació, a Brussel·les.
- Joseph François Vuillaume (1804-1856) - va treballar a Mirecourt, després a París, i finalment a Lió.
- Claude-François Vuillaume (1807-1853) - cinquè fill de Claude François Vuillaume II, pare de Sébastien.
- Sébastian Vuillaume (1835-1875) - nebot de Jean-Baptiste, va treballar amb el seu oncle durant el període daurat.
- Vuillaume, Gustave Eugène, nascut a Mirecourt el 1899. Alumne de Mougenot i Jacquent Gand. La mà d'obra i l'aspecte general qualifiquen a aquest constructor un èxit en el modelat guarnerià. Vernís d'oli típicament de groc clar a marró vermellós fosc.

## Intèrprets
- Charles Auguste de Bériot (1802–1870)
- Camillo Sivori (1815–1894), va tocar amb una còpia de Vuillaume d'"Il Cannone" de Paganini (que el mateix Paganini li va obsequiar).
- Ole Bull (1810–1880)
- Ricardo Cyncynates (1961), 1873 "The David"
- Ferdinand David (1810–1873)
- Jean-Delphin Alard (1815–1888)
- Regino Madrid (1975) 1871
- Henri Vieuxtemps (1820–1881) c.1874 (ara conegut com a ex-Vieuxtemps)
- Jules Garcin (1830–1896) còpia de l'Stradivarius "Le Messie" (Messiah) de 1868, sense número.
- Joseph Joachim (1831–1907)
- Sophie Humler (1842- ?) ex-Sophie Humler còpia de l'Stradivarius 1863
- Eugène Ysaÿe (1858–1931)
- Josef Suk (1874–1935)
- Jacques Thibaud (1880–1953)
- Jack Benny (1894–1974) ara conegut com a ex-Jack Benny 1845
- Nina Dolce (Georgina Springer) (1897-d.?) ex-Hamma 1828
- Fritz Kreisler (1875–1962)
- Efrem Zimbalist (1889–1985)
- Naoum Blinder (1889–1965) ex-Blinder 1845-50
- Toscha Seidel (1899–1962) còpia de l'Alard Strad 1860 (ara conegut com a ex-Seidel)
- Louis Kaufman (1905–1994) còpia de l'Stradivarius "La Pucelle" #1489 c.1839
- Nathan Posner (col·leccionista de Beverly Hills, Califòrnia) ex-Chimay viola 1865 i ex-Sophie Humler 1863
- Pierre Fournier (1906–1986) violoncel ex'Count Doria' 1863
- Ruggiero Ricci (1918–2012)
- Endre Granat (1937) còpia Guarneri 1866
- Adolph F. Schrader, el violinista va tocar amb l'exGarcin 1868 i també amb una còpia de l'Strad de 1860 #2390
- Henryk Szeryng (1918–1988) còpia del Messiah Strad que va obsequiar al Príncep Sobirà Rainier III de Mònaco
- Isaac Stern (1920–2001) una còpia de l'"Stern, ex Panette" Guarneri del Gesu de 1737 (c. 1850) també ex-Nicolàs I de 1840
- Arthur Grumiaux (1921–1986) 1866 (ara conegut com a ex-Grumiaux) tocat actualment per Jennifer Koh
- Josef Hassid (1926–1950) ex-Kreisler (usat per Josef Hassid)
- Patrice Fontanarosa (1942)
- Jean Etienne Drouet (1942–1990) ex-Drouet 1827 No.73" i etiquetat "Antonius Stradivarius Cremonensis Faciebat Anno 1706"
- Pinchas Zukerman (1948) còpia Vuillaume Guarneri
- Young-Uck Kim exPaganini; ex Kreisler 1860
- André Rieu (1949)
- Oliver Jaques (Zurich) ex-Nicolas I: ex-Isaac Stern 1840
- Stewart Eaton (anglès, violinista) viola 'Count Doria' 1848
- Barry Hou ex Zukerman
- Chin Kim (1957) va tocar un model Stradivarius de 1843
- Ingolf Turban (1964)
- Gennady Filimonov (196?) va tocar amb un exGarcin Vuillaume
- Cihat Aşkın Arxivat 2012-05-04 a Wayback Machine. (1968)
- Giovanni Radivo (1969)
- Alexander Kerr (1970)
- William Shaub (1992) toca amb un Vuillaume de 1865
- Michael Jelden (1971)
- Tiffany Wu (1978)
- Vilde Frang (1986) toca amb un Vuillaume de 1864
- Olga Kholodnaya (1987) toca amb un Vuillaume de 1853 "The Blade"
- Hilary Hahn (1979) toca amb un ex-Lande de 1864 (còpia de 'Il Cannone' Guarnerius de 1743)Hilary Hahn toca el seu Vuillaume a la TV danesa
- Nadir Khashimov (1990) toca amb un Vuillaume de 1828
- Catherine Manoukian (1981), toca amb l'exYsaÿe Vuillaume
- Myvanwy Ella Penny (1984)
- Nemanja Radulovic (1985) toca amb un violí J.B. Vuillaume de 1843
- Pierre Fouchenneret (1985)
- Lorenzo Gatto (1986) toca amb un Jean Baptiste Vuillaume
- Richard Hendrix (1958) toca amb una còpia antiga d'un Cannone de l'any 1828
- El quartet Modigliani (2003) interpreta amb un J.B. Vuillaume el quartet de corda "The Evangelists" (1863)
- EnAccord String Quartet Arxivat 2009-02-26 a Wayback Machine. (1998) toca amb 2 violins (1829) i una viola (1867) de J.B. Vuillaume
- Mark O'Connor plays an 1830s Vuillaume[18]
- Hsiao-mei Ku del Quartet Ciompi interpreta amb un violí de J.B.Vuillaume[19]
- Marinus Snoeren (1976–1983), toca amb un violoncel Vuillaume, actualment propietat de Rien Snoeren
- Jagdish Mistry  Arxivat 2016-04-07 a Wayback Machine. i Rafal Zambrzycki-Payne  Arxivat 2016-04-06 a Wayback Machine. de l'Ensemble Modern toquen ambdós amb violins fets per J.B. Vuillaume
- Laszlo Sirsom (1953)